# Cristián Canío
Cristián Eduardo Canío Manosalva mais conhecido como Cristián Canío( Nueva Imperial, 31 de Maio de 1981) é um futebolista chileno que joga atualmente pela Udinese.

## Títulos
Everton
- Campeonato Chileno (Apertura): 2008